# Koimla
Koimla este o arie protejată (arie specială de conservare — SAC, sit de importanță comunitară — SCI) din Estonia întinsă pe o suprafață de 31,8 ha, integral pe uscat.

## Localizare
Centrul sitului Koimla este situat la coordonatele 58°13′03″N 22°09′48″E / 58.2176°N 22.1632°E.

## Înființare
Situl Koimla a fost declarat sit de importanță comunitară în ianuarie 2011 pentru a proteja . Situl a fost protejat și ca arie specială de conservare în noiembrie 2013.

## Biodiversitate
Situată în ecoregiunea boreală, aria protejată conține 2 habitate naturale: Păduri fino-scandinave bogate în ierburi cu Picea abies, Păduri caducifoliate de mlaștină fino-scandinave.
La baza desemnării sitului se află un număr nedeclarat de specii protejate: